# Cigîrleni
Cigîrleni è un comune della Moldavia situato nel distretto di Ialoveni di 2.424 abitanti al censimento del 2004